# Привилегия любить
Привилегия любить (исп. El privilegio de amar) — мексиканская 155-серийная теленовелла 1998 года производства Televisa.

## Сюжет
История начинается за 20 лет до основных событий. Юная Лусиана работает служанкой в доме деспотичной Аны Хоакины и безнадёжно влюблена в её сына Хуана де ла Крус, собирающегося стать священником. Перед отъездом Хуана в семинарию молодые люди проводят вместе ночь. Вскоре Лусиана узнаёт, что беременна. Ана Хоакина выгоняет девушку из дома. Лусиана рожает дочь, но, не имея ни денег, ни даже крыши над головой, оставляет девочку под дверью богатого дома. Спустя какое-то время она возвращается за дочерью, но след девочки затерялся. Много лет спустя Лусиана - глава дома моделей, жена популярного актёра Андреса Дюваля, мать их общей дочери Лисбет и мачеха сыну мужа от первого брака Виктору Мануэлю. Она любима мужем и детьми, успешна в работе, и только мысль о брошенной старшей дочери не даёт ей покоя. А её дочь Кристина, тем временем, выросла в приюте, и мечтая стать моделью, приходит устраиваться на работу к собственной матери ...

## Создатели сериала

### В ролях
1. Адела Норьега (Adela Noriega)
... Cristina Miranda
2. Елена Рохо (Helena Rojo)
... Luciana Duval
3. Андрес Гарсия (Andrés García)
... Andrés Duval
4. Рене Стриклер (René Strickler)
... Víctor Manuel Duval Rivera
5. Сесар Эвора (César Évora)
... Father Juan de la Cruz Velarde
6. Сабине Муссьер (Sabine Moussier)
... Lorenza Torres
7. Айседора Гонсалес (Isadora González)
... Maclovia
8. Адриана Ниэто (Adriana Nieto)
... Lizbeth Duval
9. Синтия Клитбо (Cynthia Klitbo)
... Tamara de la Colina
10. Нурия Бахес (Nuria Bages)
... Miriam Arango
11. Марга Лопес (Marga López)
... Ana Joaquina Velarde
12. Тоньо Маури (Toño Mauri)
... Alonso del Ángel
13. Маурисио Эррера (Mauricio Herrera)
... Franco
14. Мария Сорте (María Sorté)
... Vivian del Ángel
15. Энрике Роча (Enrique Rocha)
... Nicolás Obregón
16. Рамон Абаскал (Ramón Abascal)
... José María «Chema» Ramos López
17. Марио Касильяс (Mario Casillas)
... Miguel Beltrán
18. Лорена Веласкес (Lorena Velázquez)
... Rebeca
19. Аврора Алонсо (Aurora Alonso)
... Imelda Salazar
20. Родриго Видаль (Rodrigo Vidal)
... Artemio Salazar
21. Лурдес Мунгия (Lourdes Munguía)
... Ofelia Beltrán
22. Клаудио Баэс (Claudio Báez)
... Cristóbal
23. Карлос Амадор (Carlos Amador)
... Fidencio
24. Мати Уитрон (Maty Huitrón)
... Bárbara Rivera
25. Консуэло Дуваль (Consuelo Duval)
... María Rosenda Sánchez
26. Артуро Лорка (Arturo Lorca)
... Don Isaías
27. Беатрис Морено (Beatriz Moreno)
... Doña Charo
28. Артуро Васкез (Arturo Vázquez)
... Macario Jiménez
29. Марисоль дель Ольмо (Marisol del Olmo)
... Antonia «Toña» Fonseca
30. Далила Поланко (Dalilah Polanco)
... Casilda
31. Эктор Ортега (Héctor Ortega)
... Valentín Fonseca
32. Педро Вебер «Чатануга» (Pedro Weber «Chatanuga»)
... Pedro Trujillo
33. Рауль Буэнфиль (Raúl Buenfil)
... El Fresco Wacha
34. Кэти Барбери (Katie Barberi)
... Paula
35. Сильвия Манрикес (Silvia Manríquez)
... Luz María
36. Ядира Каррильо (Yadhira Carrillo)
... María José
37. Вероника Кон К. (Veronika Con K.)
... Caridad
38. Рамон Менендес (Ramón Menéndez)
... Erasmo
39. Хулио Монтерде (Julio Monterde)
... Father Celorio
40. Мария Луиса Алькала (María Luisa Alcalá)
... Remedios López
41. Ана Мария Агирре (Ana María Aguirre)
... Sister Regina
42. Тито Гисар (Tito Guízar)
... Agustín García
43. Габриэль де Сервантес (Gabriel de Cervantes)
... Ramiro García
44. Марта Аура (Marta Aura)
... Josefina «Chepa» Pérez
45. Ricky Mergold
... Tobías «Tobi»
46. Альфредо Паласиос (Alfredo Palacios)
... играет самого себя
47. José María Napoleón
... Silverio Jiménez
48. Гильермо Агилар (Guillermo Aguilar)
... Alex Walter
49. Rafael Mercadante
... Mauricio Trujillo
50. Жаклин Вольтер (Jacqueline Voltaire)
... Jakie
51. Вирхиния Гутьеррес (Virginia Gutiérrez)
... Sister Bernardina
52. Анаис (Anaís)
... Gisela
53. Эстела Барона (Estela Barona)
... Gladiola
54. Оскар Бонфильо (Óscar Bonfiglio)
... Fernando Bernal
55. Клаудия Сильва (Claudia Silva)
... Lourdes Galindo
56. Андреа Торре (Andrea Torre)
... Alejandra
57. Абриль Кампильо (Abril Campillo)
... La Güera
58. Сандра Ицель (Sandra Itzel)
... Dulce
59. Мигель Корсега (Miguel Córcega)
... играет самого себя
60. Жан Дюверже (Jean Duverger)
... Negro
61. Ребека Манкита (Rebeca Mankita)
... играет саму себя
62. Франсиско Авенданьо (Francisco Avendaño)
... Dr. Jaime D'Ávila
63. Эдуардо Лопес Рохас (Eduardo López Rojas)
64. Диана Брачо (Diana Bracho)
... Young Ana Joaquina Velarde
65. Нелли Орсман (Nelly Horsman)
... Cata
66. Бенхамин Ислас (Benjamín Islas)
67. Эдит Маркес (Edith Márquez)
... Young Luciana
68. Вирхилио Гарсиа (Virgilio García)
... Negro
69. Мици (Mitzy)
... играет самого себя
70. Офелия Гильмаин (Ofelia Guilmáin)
... Compañera de Ana Joaquina en el hospital
71. Андрес Гутьеррес (Andrés Gutiérrez)
... Young Juan de la Cruz Velarde
72. Луис Хавьер (Luis Xavier)
... Alberto Souza
73. Сильвия Пиналь (Silvia Pinal)
... Silvia
74. Сусана Гонсалес (Susana González)
... играет саму себя
75. Марибель Гуардия (Maribel Guardia)
... играет саму себя
76. Фелисия Меркадо (Felicia Mercado)
77. Берта Мосс (Bertha Moss)
... Bertha
78. Луис Урибе (Luis Uribe)
... Raymundo Velarde
79. Анхелес Бальванера (Ángeles Balvanera)
80. Роберто Антунес (Roberto Antunez)
... Father Marcelo
81. Мигель Анхель Бьяджио (Miguel Ángel Biaggio)
... Pancho
82. Рикардо Де Паскуаль (Ricardo de Pascual)
... Sevilla
83. Марта Итсель (Martha Itzel)
... Dulce
84. Эдуардо Линьян (Eduardo Liñán)
... Dr. Valladares
85. Мануэль Михарес (Manuel Mijares)
... играет самого себя
86. Густаво Негрете (Gustavo Negrete)
... Comandante
87. Арлетт Пачеко (Arlette Pacheco)
... Begoña
88. Хеновева Перес (Genoveva Pérez)
... Chole
89. Гастон Тусе (Gastón Tuset)
... Alfonso
90. Серхио Сальдивар (Sergio Zaldívar)
... Doctor
91. Уго Рикардо Асевес (Hugo Ricardo Aceves)
... Sebas
92. Пилар Монтенегро (Pilar Montenegro)
... играет саму себя
93. Иоланда Андраде (Yolanda Andrade)
... играет саму себя, в титрах не указана

### Административная группа

#### Либретто
- оригинальный текст — Делия Фиальо.
- адаптация, сценарий и телевизионная версия — Лилиана Абуд, Рикардо Фиайега, Марта Хурадо

#### Режиссура
- режиссёр-постановщик — Мигель Корсега, Моника Мигель.

#### Монтажная и операторская работа
- оператор-постановщик — Хесус Акунья Ли.
- монтажёры — Хуан Франко, Луис Орасио Вальдес.

#### Музыка
- композитор — Хорхе Авенданьо.
- вокал — Мануэль Михарес
- музыкальная тема заставки — El privilegio de amar

#### Художественная часть
- художник-постановщик — Мануэль Домингес.
- художники по костюмам — Монтсеррат Гонсалес, Илеана Пенсадо.

#### Продюсеры
- исполнительный продюсер — Карла Эстрада.
- ассоциированный продюсер — Артуро Лорка.

## Награды и премии
Телесериал был номинирован 27 раз на премии ACE, Califa de Oro и TVyNovelas, 26 премий оказались выигрышными (проиграл Рене Стиклер в номинации лучший молодой актёр в премии TVyNovelas), из-за чего указанный телесериал получил статус культового.

### Итоги премий
- ACE
  - Лучшей актрисой признана Адела Норьега.
  - Карла Эстрада победила в номинации лучший телесериал.
- Califa de Oro
  - Лучшими актёрами стали: Адела Норьега, Андрес Гарсия, Рене Стиклер, Элена Рохо, Тоньо Маури, Мати Уитрон, Рамон Абаскаль, Сабине Муссьер, Энрике Роча и Маурисио Эррера
  - Карла Эстрада победила в номинации лучший телесериал.
  - Лилиана Абуд победила в номинации лучшая адаптация.
- TVyNovelas
  - Лучшей ведущей актрисой признана Элена Рохо.
  - Лучшей злодейкой признана Синтия Клитбо.
  - Лучшим злодеем признан Энрике Роча.
  - Лучшей выдающиеся актрисой признана Марга Лопес.
  - Лучшим актёром второго плана признан Сесар Эвора.
  - Лучшей молодой актрисой признана Адела Норьега.
  - Лучшим композитором признан Хорхе Авенданьо.
  - Андрес Гарсия победил в номинации лучшая главная роль.
  - Сабине Муссьер победила в номинации лучшее женское откровение.
  - Мигель Корсега и Моника Мигель победили в номинации лучшая режиссура.
  - Мануэль Михарес победил в номинации лучшая музыкальная заставка.
  - Карла Эстрада победила в номинации лучшая теленовелла.